# Valentin Kornev
Valentin Kornev (n. 29 august 1942, Iaroslavl, RSFS Rusă, URSS – d. 18 noiembrie 2016, Iaroslavl, Regiunea Iaroslavl, Rusia) a fost un trăgător de tir ce a reprezentat Uniunea Republicilor Sovietice Socialiste, medaliat olimpic. A participat la o ediție a Jocurilor Olimpice (1968) în care a câștigat o medalie de argint.